# Bierawa (gmina)
Bierawa (niem. Gemeinde Birawa; daw. gmina Birawa) – gmina położona jest w południowo-wschodniej części powiatu kędzierzyńsko-kozielskiego w województwie opolskim. Siedzibą gminy jest wieś Bierawa.  W 2007 roku w gminie wprowadzono język niemiecki jako język pomocniczy.
Jest to gmina wiejska zajmująca powierzchnię 118,6 km² i zamieszkana przez 7929 osób (według stanu na 31 grudnia 2017). Gęstość zaludnienia wynosi 67 mieszkańców na 1 km² (2017). W skład gminy wchodzi 12 sołectw. Według danych z 31 grudnia 2019 roku gminę zamieszkiwało 7912 osób.
Gmina Bierawa powstała w 1973 r. z połączenia gromadzkich rad narodowych w Bierawie, Kotlarni i Dziergowicach. 63% obszaru gminy stanowią lasy, a 37% - tereny gospodarstw i zakładów pracy.
Największymi miejscowościami w gminie są:
1. Dziergowice - 2556 mieszkańców
2. Bierawa - 1350 mieszkańców
3. Stare koźle - 800 mieszkańców
4. Kotlarnia - 720 mieszkańców.
Wójtem Gminy Bierawa od 2013 roku jest Krzysztof Marek Ficoń.

## Demografia
- Gminę Bierawa zamieszkuje 4120 kobiet i 3809 mężczyzn (stan na 2017)[3],
- Średni wiek mieszkańców to 42,7 lat,
- W 2017 roku zostało zawartych 37 małżeństw,
- Przyrost naturalny w 2017 roku wynosi 11.

## Jednostki podległe
- Zakład Gospodarki Komunalnej i Mieszkaniowej, ul. Wojska Polskiego 12, 47-240 Bierawa
- Gminny Ośrodek Pomocy Społecznej, ul. Wojska Polskiego 12, 47-240 Bierawa
- Gminne Centrum Kultury i Rekreacji, ul. Kościelna 2, 47-240 Bierawa
- Publiczne Przedszkole w Bierawie, ul. Dąbrowy 4, 47-240 Bierawa

z oddziałami zamiejscowymi w Brzeźcach, Starym Koźlu, Lubieszowie i Kotlarnii.
- Publiczne Przedszkole w Dziergowicach, ul.Klasztorna 2, Dziergowice
- Publiczna Szkoła Podstawowa w Starym Koźlu, ul. Szkolna 5, Stare Koźle
- Publiczna Szkoła Podstawowa w Starej Kuźni, ul. Szkolna 3, 47-246 Stara Kuźnia
- Publiczna Szkoła Podstawowa w Dziergowicach, ul.Kozielska 8, 47-244 Dziergowice
- Zespół Szkół Dwujęzycznych w Solarni, ul. Raciborska 42, 47-244 Dziergowice
- Publiczne Gimnazjum w Bierawie, ul. Kościelna 1, 47–240 Bierawa

## Sołectwa gminy Bierawa
| - Bierawa - Brzeźce - Dziergowice - Goszyce - Grabówka - Korzonek - Kotlarnia | - Lubieszów - Ortowice - Solarnia - Stara Kuźnia - Stare Koźle |

## Galeria

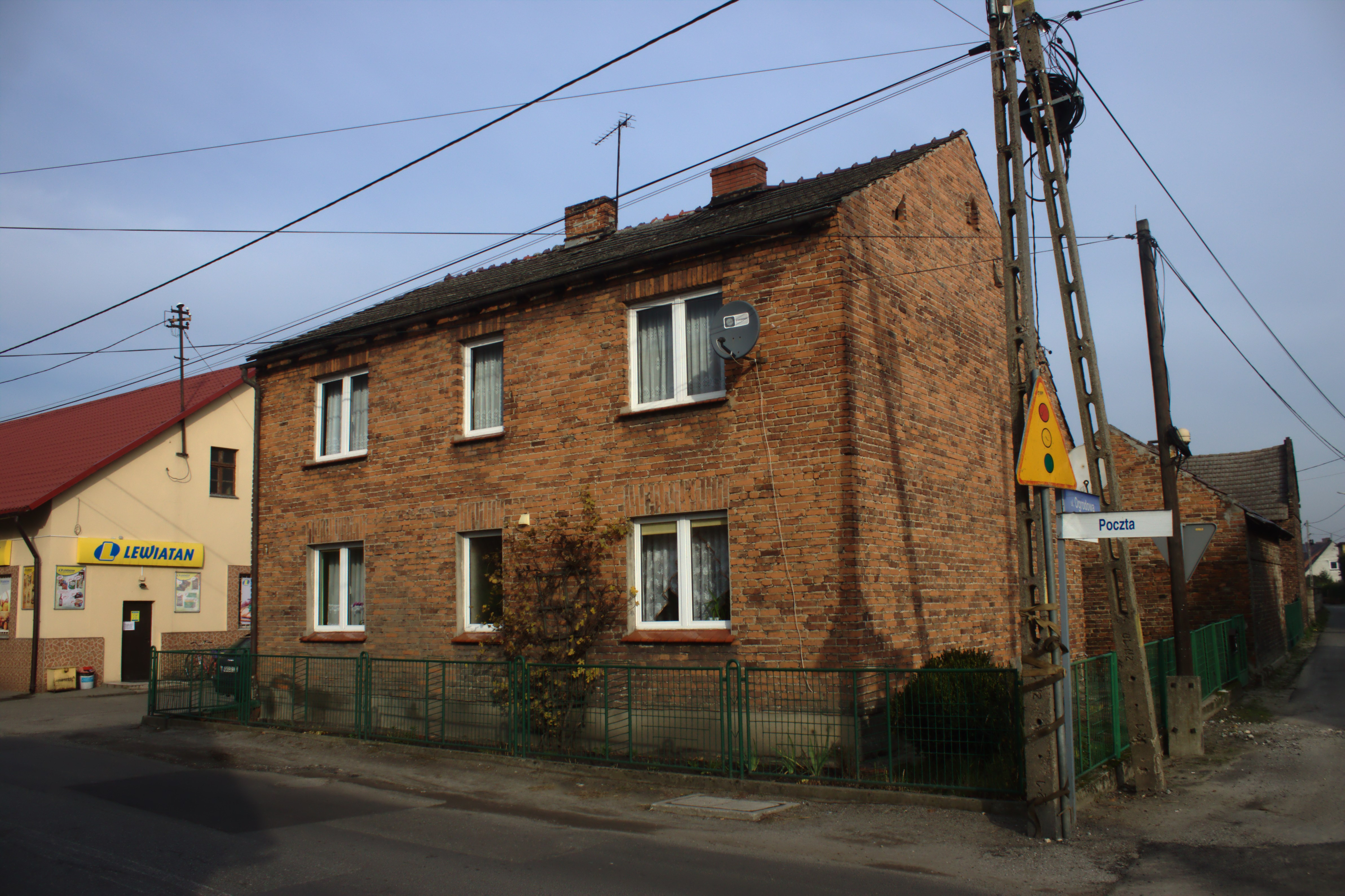
Dziergowice, dom
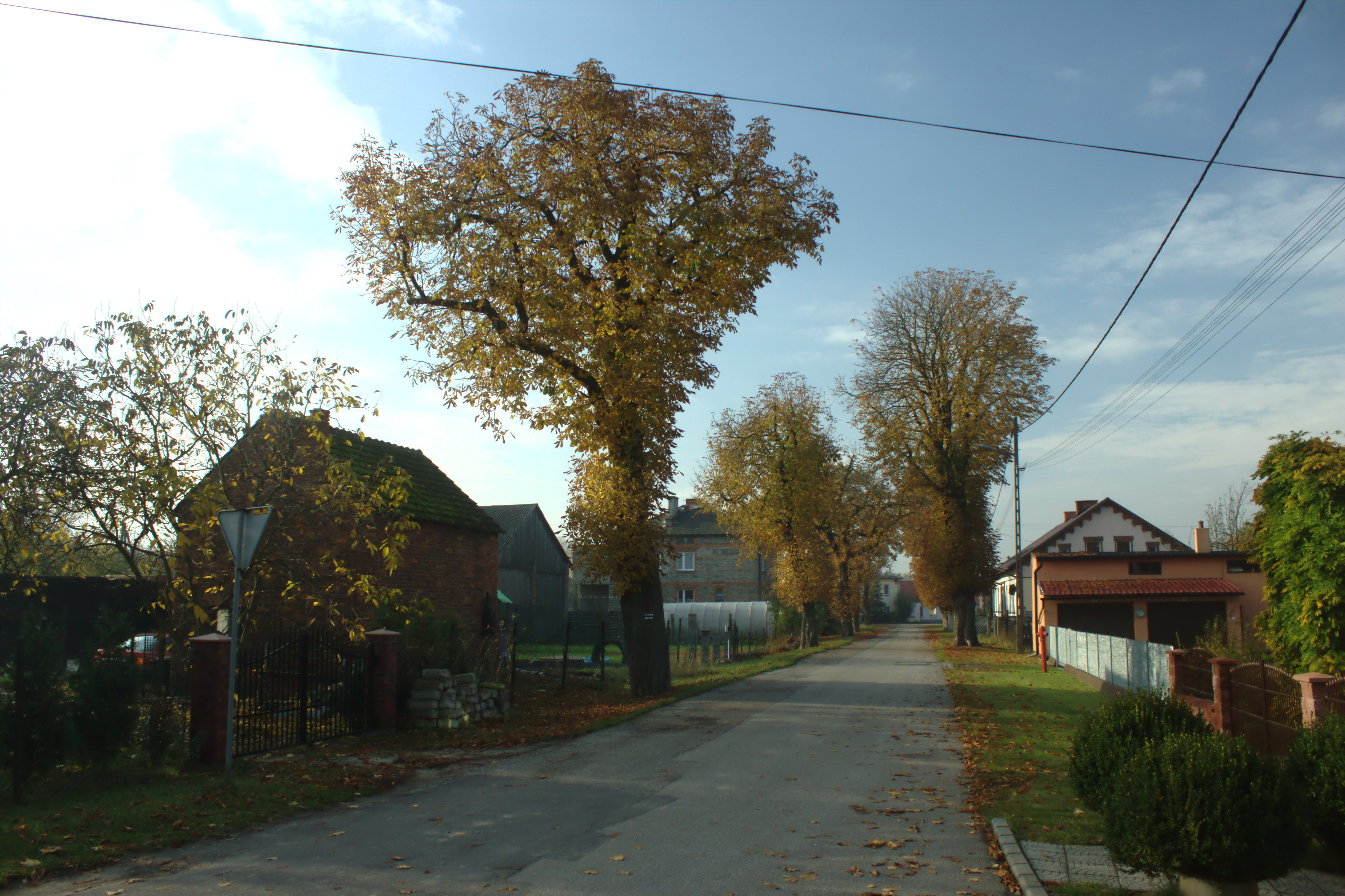
Brzeźce, ulica
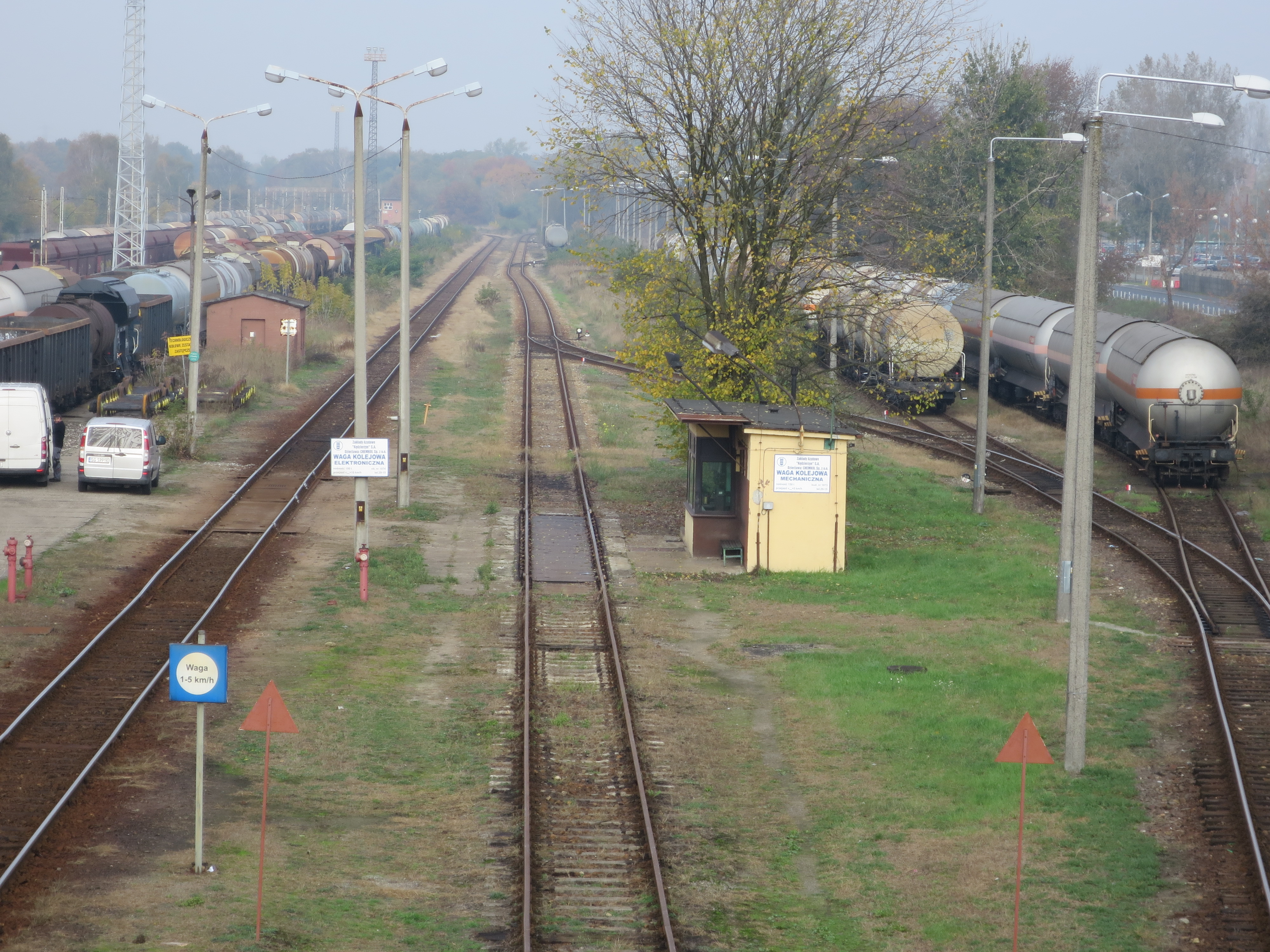
Bierawa, stacja

## Sąsiednie gminy
Cisek, Kędzierzyn-Koźle, Kuźnia Raciborska, Rudziniec, Sośnicowice